# Hans Nordvik
Hans Theodor Nordvik (Trondenes, 1 augustus 1880 - Oslo, 22 juli 1960) was een Noors schutter.

## Carrière
Nordvik won in 1920 olympisch goud op de onderdelen lopend hert enkelschot team en lopend hert dubbelschot team.

### Olympische Zomerspelen
| Jaar | Plaats    | Resultaten                                                                              |
| ---- | --------- | --------------------------------------------------------------------------------------- |
| 1912 | Stockholm | 35e militair geweer 600 meter 6e militair geweer 200, 400, 500 en 600 meter, Team, Men  |
| 1920 | Antwerpen | lopend hert enkelschot team mannen · lopend hert dubbelschot team mannen · 7e trap team |